# The Tar
Tar — американський пост-хардкор гурт, створений у 1988 році в Чикаго.
Протягом своєї кар'єри вони випустили чотири студійні альбоми, два мініальбома та кілька синглів до того, як розпалися в 1995 році. Учасники гурту мали тонке почуття гумору.

## Історія
Попередником гурту Tar був хардкор-панк гурт під назвою Blatant Dissent, який утворився в Університеті Північного Іллінойсу, в місті Де-калб, штат Іллінойс, у 1983 році.
Гурт Blatant Dissent існував у 1983-1988 роках. У 1984 році гурт записав кілька демо-пісень. А згодом випустив два сингла: Is There A Fear? (1985 рік), Dreams (1987 рік). Вже після того, як гурт Blatant Dissent припинив діяльність, у 1991 році, вийшов альбом Hold the Fat. Склад гурту змінювався. 
У 1988 році остання версія гурту Blatant Dissent змінила назву на Tar.
Склад гурту Tar:
- Джон Мор (John Mohr) — вокал, гітара,
- Майк Грінліз (Mike Greenlees) — барабани,
- Тім Мешер (Tim Mescher) — бас, тільки до 1991 року (також грав у гурті Snailboy),
- Марк Заблоцький (Mark Zablocki) — гітара,
- Том Залуцьки ( Tom Zaluckyj) — бас.

Залуцький і Мор грали на унікальних гітарах, виготовлених з алюмінію, розроблених Яном Шнеллером із Specimen Products.
Гурт Tar випускав альбоми на лейблах Amphetamine Reptile і Touch and Go Records до того, як розпався в 1995 році. За свою кар’єру гурт Tar випустив загалом п’ять синглів, чотири альбоми, два міні-альбоми, а також зробив пісні для шести компіляцій і синглів. Гурт гастролював по країні та за кордоном з такими гуртами, як Jawbox, Arcwelder та Jesus Lizard. 
У 1994 році гурт Tar вирішив записати останній альбом і припинити діяльність. Останній альбом, Over and Out, був написаний і записаний за півтора роки, спродюсований гуртом, звуко-інженерами були Стів Альбіні (Steve Albini) та Боб Вестон (Bob Weston), альбом з'явився у 1995 році.
Tar возз’єднався для одноразового виступу на фестивалі PRF BBQ 2012 у Чикаго, а пізніше того ж року гурт виступав на розігріві гурту Shellac у Lincoln Hall у Чикаго. 
У 2013 році журнал Chunklet Magazine випустив подвійну компіляцію вінілових дисків під назвою 1988-1995, обмеженим тиражем у 150 золотих копій із картками для завантаження.
У 2017 році гурт Tar знову возз’єднається для виступу на фестивалі All Tomorrow's Impeachments.
У березні 2024 року Мор і Грінліз оголосили, що дебютний альбом їх нового гурту, Deep Tunnel Project, буде випущено пізніше того ж року на лейблі Comedy Minus One. До проекту Deep Tunnel також увійшли Тім Мідієтт (Tim Midyett) із гуту Silkworm і Джефф Дін (Jeff Dean) із гурту Heavy Seas. 

## Дискографія

### Студійні альбоми
- Roundhouse (Amphetamine Reptile Records, 1990)
- Jackson (Amphetamine Reptile Records, 1991)
- Toast (Touch and Go Records, 1993)
- Over and Out (Touch and Go Records, 1995)

### Збірні альбоми
- 1988-1995 (Chunklet Magazine, 2013)

### Мініальбоми
- Handsome (Amphetamine Reptile Records, 1989)
- Clincher (Touch and Go Records, 1993)

### Сингли
- "Play to Win" b/w "Mel's" (No Blow Records, 1988, NBLW01)
- "Flow Plow" b/w "Hand" (Amphetamine Reptile Records, 1989, SCALE25)
- "Solution 8" b/w "Non-Alignment Pact" (Amphetamine Reptile Records, 1991, ARR153)
- "Static" split 7-inch with Jawbox (Touch and Go Records/ Dischord Records, 1992, DIS 77.7/TG113.3)
- "Teetering" b/w "The In Crowd" (Touch and Go Records, 1992, TG104)
- "Feel This" b/w "Hell's Bells" (Chunklet Magazine, 2012, CHK7-001)